# Associated Press

Logotyp sedan 2012.

Associated Press eller AP är en amerikansk nyhetsbyrå som är världens största av sitt slag.
Det finns i huvudsak två konkurrenter som någorlunda kan mäta sig i storlek med AP: den brittiska Reuters och den franska Agence France-Presse (AFP).

## Bakgrund
Associated Press (AP) grundades 1846 av fem tidningar i New York som ville samordna sina resurser.
AP, vars huvudkontor fortfarande finns i New York, består av 1 700 tidningar och 5 000 TV- och radiostationer med dagliga nyheter, skrivna i ”ren faktaform” på tre språk: engelska, spanska och arabiska. AP har 242 kontor i 121 länder. I USA är AP nästan helt utan konkurrens, sedan den tidigare huvudkonkurrenten United Press International gjort stora åtstramningar och omstruktureringar. 
AP har också en TV-del (Associated Press Television News, APTN),  som levererar videonyheter till 90 % av världens större TV-bolag inom områdena nyheter, underhållning och idrott.